# Gundula Rapsch
Gundula Rapsch (* 26. Januar 1963 in Bochum; † 14. Dezember 2011 in Wien) war eine deutsche Theater- und Filmschauspielerin.

## Leben
Rapsch spielte vor allem in Fernsehproduktionen wie dem Tatort, wo sie eine Hauptrolle als Dr. Renata Lang im Wiener Tatort innehatte. In der Krimiserie SOKO Köln spielte sie in den 69 Folgen der ersten vier Staffeln die Leiterin Alexandra Gebhardt der SOKO.
In den Jahren 1995 bis 1997 verkörperte sie im Jedermann bei den Salzburger Festspielen die Rolle von Schuldknechts Weib.
Gundula Rapsch lebte mit ihrem Sohn in München. Sie starb am 14. Dezember 2011 nach schwerer Krankheit im Alter von 48 Jahren in Wien.

## Filmografie (Auswahl)
- 1994: Der exekutierte Mensch
- 1994–2002: Tatort
  - 1994: Ostwärts
  - 1999: Nie wieder Oper
  - 1999: Absolute Diskretion
  - 2000: Der Millenniumsmörder
  - 2000: Böses Blut
  - 2001: Nichts mehr im Griff
  - 2001: Tödliche Tagung
  - 2001: Elvis Lebt!
- 1996–2001: OP ruft Dr. Bruckner (45 Episoden)
- 1996: Stockinger – Der Tote im Narzissenfeld
- 1996: Kommissar Rex – Ein Engel auf vier Pfoten (Fernsehserie)
- 1997: Die zweite Hand
- 1998: Rot wie das Blut
- 1999: Schlosshotel Orth – Der Haupttreffer (Fernsehserie)
- 2001: Zwei unter einem Dach (Fernsehfilm)
- 2001–2002:  Dolce Vita & Co
- 2002: SOKO Kitzbühel – Sonnwendfeuer (Fernsehserie)
- 2003–2007: SOKO Köln (Fernsehserie, 69 Folgen)
- 2003: Der Fürst und das Mädchen
- 2008: Stubbe – Von Fall zu Fall – Im toten Winkel (Fernsehserie)
- 2009–2012: Die Lottosieger (23 Episoden)
- 2009: SOKO 5113 – Ein Käfig voller Künstler (Fernsehserie)
- 2009: Heiße Spur
- 2009: Stolberg – Requiem (Fernsehserie)
- 2009: Geld.Macht.Liebe – Glamourgier
- 2011: Kommissar Stolberg – Drei Frauen

## Auszeichnungen
- 2002 ORF Hörspielpreis in der Kategorie Schauspieler/-in des Jahres